# 昭文館
昭文館或弘文館，中國古代收藏、校理典籍的官署。朝鲜王朝也设有弘文馆。

## 歷史沿革
最早在東漢有東觀的設置。後有崇文館、士林館之名。唐、宋後改稱弘文館。與集賢院、史館合稱“三館”。
唐朝武德四年（621年），置修文館於門下省。武德九年（626年）改為弘文館。唐太宗時選天下文士虞世南、姚思廉、欧阳询、蔡允恭、萧德言等，各以原官兼任弘文馆学士。唐中宗神龍元年（705年），為避孝敬皇帝李弘之名，改名昭文館，改弘文馆大学士为昭文馆大学士。景龍二年（708年），置大學士四人，中書令李嶠領修文館大學士，開宰相領弘文館大學士之先河。唐玄宗開元七年（719年），恢復弘文館舊名，置校書郎，又有校理等官。館中藏書20餘萬卷。武則天訓政時，以宰相兼館主。校書郎、校理官專習校理典籍。另設令史、楷書手、供進筆、典書、摺書手、筆匠等若干人。
宋太宗太平興國三年（978年），為開辦《太平廣記》等書，創立昭文館、集賢院、史館三館書院，賜名崇文院，皆沿唐舊制之名。元、明朝建國之初，皆設有弘文館，但不久即廢。